# Попратница (Бар)
Попратница је насељено мјесто у општини Бар, област Црмница, Црна Гора.

### Демографија
- Црногорци – 9
- Укупно: 9